# Danakilia
Danakilia – rodzaj słodkowodnych ryb z rodziny pielęgnicowatych (Cichlidae). Nazwa rodzaju pochodzi od Danakilu, na obszarze którego znaleziono typ nomenklatoryczny.

## Występowanie
Afryka Wschodnia – Etiopia i Erytrea.

## Klasyfikacja
Gatunki zaliczane do tego rodzaju:
- Danakilia dinicolai Stiassny, De Marchi & Lamboj, 2010
- Danakilia franchettii (Vinciguerra, 1931)

Gatunkiem typowym rodzaju jest Tilapia franchettii.